# گمینا لژایسک
گمینا لژایسک (به لهستانی:  Gmina Leżajsk) یک گمینا در لهستان است که در شهرستان لژایسک واقع شده‌است. گمینا لژایسک ۱۹۸٫۵ کیلومتر مربع مساحت و ۲۰٬۰۵۱ نفر جمعیت دارد.